# Hryhorij Hynyłewycz
Hryhorij Hynyłewycz (ur. w 1809 w Jaworowie, zm. 30 listopada 1871 w Przemyślu) – ksiądz greckokatolicki, kanonik przemyski, poseł na Sejm Krajowy Galicji I kadencji (1861–1867).

## Życiorys
Wyświęcony 18 lipca 1835. W latach 1846–1849 dziekan dekanatu jaworowskiego, w latach 1850–1857 rektor Greckokatolickiego Seminarium Duchownego w Przemyślu.
W 1848 był uczestnikiem Zjazdu Słowiańskiego w Pradze jako delegat Głównej Rady Ruskiej.
Wybrany do Sejmu Krajowego Galicji w IV kurii obwodu Przemyśl, w okręgu wyborczym Przemyśl-Niżankowice.

## Literatura
- Dmytro Błażejowśkyj – „Istorycznyj szematyzm Peremyskoji Eparchiji z wkluczennjam Apostolśkoji Administratury Łemkiwszczyny (1828–1939)”, Lwów 1995, ISBN 5-7745-0672-X
- Stanisław Grodziski – „Sejm Krajowy Galicyjski 1861–1914”, Wydawnictwo Sejmowe, Warszawa 1993, ISBN 83-7059-052-7
- „Wykaz Członków Sejmu krajowego królestwa Galicyi i Lodomeryi, tudzież wielkiego xięstwa Krakowskiego 1863”, Lwów 1863